# 谢龙·辛普森

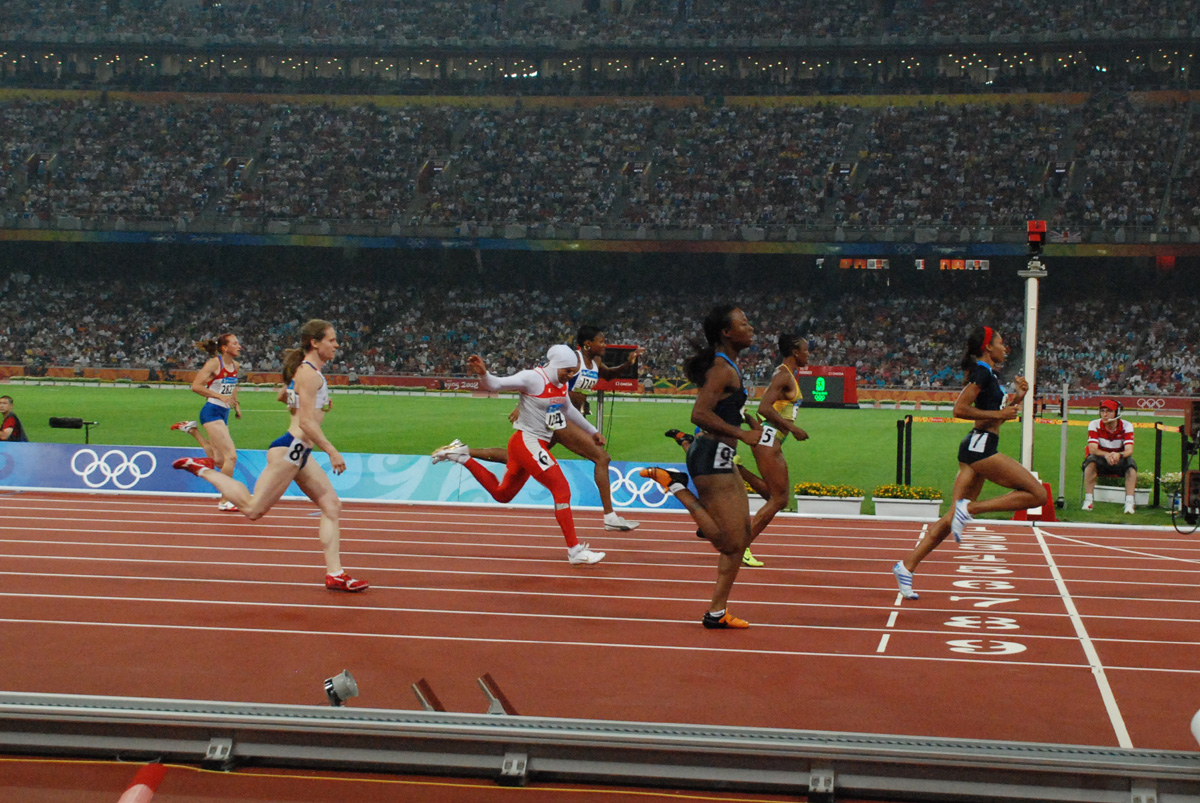
谢龙·辛普森

谢龙·辛普森（英語：Sherone Simpson，1984年8月12日—），牙买加女子田径运动员。她曾代表牙买加参加2004年、2008年和2012年夏季奥林匹克运动会田径比赛，获得一枚金牌和二枚银牌。